# マヨラナ方程式
マヨラナ方程式（イタリア語: Equazione di Majorana）は、相対論的な波動方程式である。ディラック方程式に類似するが、式には粒子の共役が含まれる。この方程式はイタリアの物理学者であるエットーレ・マヨラナ（Ettore Majorana）によって提出された。
マヨラナ方程式はファインマンの表記法での形式は以下の如くである：
{\displaystyle i{\partial \!\!\!/}\psi -m\psi _{c}=0\qquad \qquad (1)}
ここで粒子の共役{\displaystyle \psi _{c}}は
{\displaystyle \psi _{c}=\gamma ^{2}\psi ^{*}}
と定義される。
方程式{\displaystyle (1)}は次のように書き換えられる。
{\displaystyle i{\partial \!\!\!/}\psi _{c}-m\psi =0\qquad \qquad (2)}
もし{\displaystyle \psi =\psi _{c}}なら、{\displaystyle \psi }をマヨラナスピン場と称する。ディラックのスピン場とは異なり、マヨラナのスピン場はローレンツ群に於いて実数で表されるので、十分スピン場をその複素共役と共に同一式中に含められる。実際この事はマヨラナスピン場を常に4つの実部で表す方法があることを意味する。
マヨラナ方程式を満たす粒子を「マヨラナ粒子」と称し、これは粒子が同時に自分の反粒子であることを意味する。標準模型中の如何なる粒子も未だこの種の性質を持っていると記述されてはいない。しかし目下ニュートリノがマヨラナ粒子の一種である可能性はまだ排除されていない。ニュートリノがマヨラナ方程式を満たしているならば、ニュートリノを放出しない二重ベータ崩壊を観測する機会がある事になる。目下ニュートリノがマヨラナ粒子であるか否か実証しようとする多くの実験がある。

## 参考資料
1. ↑  Franklin, A: Are there really neutrinos?: an evidential history, page 186. Westview Press, 2004.